# Abbaye de Clairefontaine (Haute-Saône)
Pour les articles homonymes, voir Abbaye de Clairefontaine.
L'abbaye de Clairefontaine en Franche-Comté est une abbaye cistercienne d'hommes qui a existé de 1131/1132 à 1791. Elle était située sur le territoire actuel de la commune de Polaincourt-et-Clairefontaine dans le département de la Haute-Saône et dépendait du diocèse de Besançon.
Les bâtiments vendus comme bien national à la Révolution ont été transformés en faïencerie au XIXe siècle puis en  hôpital psychiatrique à partir de 1938.

## Fondation
L'abbaye de Clairefontaine a été fondée en 1131 ou 1132 par des moines de l'abbaye voisine de Morimond venus à la demande de Guy de Jonvelle, seigneur du lieu : treize religieux, sous la direction du moine Lambert (futur abbé de Morimond puis de Cîteaux), se sont installés en 1132. Les seigneurs de Jonvelle avaient choisi l'église de l'abbaye pour leurs tombeaux.
L'abbaye, bien dotée par divers donateurs -  l’empereur Frédéric Barberousse ; Renaud III et Étienne Ier, comtes de Bourgogne ; Guy et Bertrand de Jonvelle ; Hugues et Gislebert de Faucogney, vicomtes de Vesoul ; Henri (frère) et Henri (fils) du comte Frédéric de Bourgogne ; Frédéric et Ferry, comtes de Toul ; Mathieu, duc de Lorraine ; Thierry, archevêque de Besançon..., s'est développée dans les siècles suivants en particulier par l'industrie du fer avec par exemple ses forges de Varigney.

## Histoire
Atteinte par la grande peste de 1348, elle est saccagée en 1359 par les bandes lorraines commandées par Étienne de Vy et des compagnies anglaises durant la guerre de Cent Ans. Pillée par les écorcheurs des grandes compagnies en 1427, accablée par les épidémies, elle est de nouveau mise à sac par les troupes de Louis XI en 1479, puis ruinée par le duc des Deux-Ponts en 1569 au moment des guerres de Religion. Elle est de nouveau ravagée en 1595 par les mercenaires de Tremblecourt qui participent pour le « bon roi Henri IV » à sa guerre contre l’Espagne et, en 1636, elle est brûlée par Bernard de Saxe-Weimar qui envahit la Franche-Comté quand la guerre de Dix Ans fait rage avec ses destructions et ses pestes.
En 1648, elle est mise en commende. L'abbé est nommé par le roi d'Espagne, puis par le roi de France après sa conquête de la Franche-Comté. Le premier abbé commendataire est Laurent-Jean Brun († 1673), doyen de la collégiale de Poligny et chanoine de Besançon. Il ne vivait plus dans ce qui restait de l'abbaye qu'un seul moine. Il essaie de récupérer les biens de l'abbaye et obtient du pape Innocent X, en 1653, une bulle ordonnant la restitution des biens de l'abbaye. Un édit de Jean-Baptiste Colbert, promulgué en 1666, sur le problème des biens de mainmorte, ordonne que le capital des maisons religieuses soit utilisé pour la reconstruction des bâtiments monastiques. En 1679, le nouvel abbé commendataire, Étienne Renoux, obtient du chapitre de Poligny une compensation de 4 000 livres pour réaliser des travaux. Les religieux se plaignant de l'insuffisance des travaux exécutés, ils obtiennent du parlement de Besançon la condamnation de l'abbé à réparer l'église et les autres bâtiments réguliers. L'abbé passe un accord le 18 août 1689 avec les religieux pour définir leurs obligations respectives. Cet accord est complété le 1er avril 1704. Des travaux importants sont réalisés entre 1689 et 1707 pour un montant total de 6 425 livres payés par l'abbé. À la mort de l'abbé Renoux, en 1719, les travaux de rétablissement des bâtiments réguliers ne sont pas terminés. Le nouvel abbé, Antoine-Ignace de Camus († 1748), a passé un nouvel accord avec les moines en 1731 dans lequel il s'engage à « rebâtir et réparer dans vingt ans tous les lieux réguliers de leur monastère tel que dortoir, chambres, réfectoire, cuisine, quartier d'hôtes, bibliothèque, infirmerie, salle capitulaire, porterie ... ».
L'abbaye de Clairefontaine disparaît en 1791 avec la Révolution française et les bâtiments sont vendus comme bien national en 1793 à des négociants locaux qui y établissent une verrerie autorisée par un arrêté du Directoire du 28 août 1798. Elle est remplacée, en 1804, par une faïencerie qui fonctionnera jusqu'en 1932. Les bâtiments ont été achetés en 1938 par les Hôpitaux de Seine-et-Marne, et convertis en hôpital psychiatrique appelé aujourd'hui Centre hospitalier spécialisé  de Saint-Rémy & Nord Franche-Comté à Polaincourt-et-Clairefontaine.

## Protection
Les façades et les toitures des bâtiments, le vestibule et la galerie Nord du bâtiment central ont été inscrits au titre des monuments historiques le 20 octobre 1971,.

## Filiation et dépendances
Clairefontaine est fille de l'abbaye de Morimond

## Liste des abbés
- Lambert, premier abbé, envoyé à Clairefontaine en 1133 par Gautier, abbé de Morimond, à la suite de la donation par les seigneurs de Jonvelle, jusqu'en 1154[7], quand il devient abbé de Morimond, puis de Citeaux en 1155
- Gérard (1144-1160)
- Rodolphe Ier de Clairefontaine (fév. 1164-?)
- Jean Ier de Clairefontaine (fév. 1238-?)
- Lubin de Clairefontaine (fév. 1369-mai 1372)
- Adam de Clairefontaine (mai 1372-nov. 1398)
- Jean II de Clairefontaine (nov. 1398-déc. 1409)
- Jean III de Clairefontaine (fév. 1451-juil. 1458)
- Nicolas Botelin (août 1458-1478)
- Pierre Bochart (1478-déc. 1491)
- Charles de Druy (déc. 1492- jan 1526)
- Jean IV de Serre (févr. 1526 - nov. 1539), doctor utriusque juris, conseiller au Parlement de Paris.
- François Le Fèvre de Harville (5 déc. 1539 - 1556[8])
- Mathurin de Harville[9] (1556? † 1584), aumônier ordinaire de François Ier, abbé de Saint-Martin de Troarn depuis 1552.
- Antoine de Brunfay († 24 juillet 1620), chambrier (1671) puis abbé de Troarn en 1618
- Raoul/Radulfe Hurault
- Valentin de Boutin, aumônier du roi (1616 - après 1637)
- Laurent-Jean Brun (1648-17 mai 1677)
- Nicolas II Le Fèvre de Lézeau[10] (? -jan 1677), abbé de Sammathan
- Michel de la Roche (?-nov. 1724), abbé de Saint-Melaine de Rennes
- Louis Le Gendre[11] (décembre 1724- février 1733)
- Antoine de Clermont-Tonnerre[12] (1734-1747)

## Transformations

### Faïencerie
En fait, dès 1804 elle devient une faïencerie (faïence fine blanche, dite « porcelaine opaque », et de la faïence fine jaune, dite « grès Nankin ») qui comptera plus de 120 ouvriers en 1890). Les gérants successifs seront Jean-François Estrenne, Jean-Baptiste Rigal, Émile Rigal et ses trois sœurs,  Jules Sanejouand, Léon Graves, Mathilde Graves, sa veuve, remariée à Eugène Popoff. La guerre de 14-18 et surtout la crise économique des années 1930 conduisent à la fermeture de l'entreprise en 1932.

### Hôpital psychiatrique
Les bâtiments ont été achetés en 1938 par les Hôpitaux de Seine-et-Marne, via la Société Asile de Saint-Remy, et convertis en hôpital psychiatrique qui accueille 125 malades en 1940. Les aménagements se poursuivront en multipliant les places d'accueil sous l'égide de l'Association hospitalière de Franche-Comté (AHFC) qui gère le centre hospitalier spécialisé de Saint-Remy/Clairefontaine.